# Stagiaire (Radsport)
Als Stagiaire (französisch, deutsch Praktikant, englisch Trainee) wird ein Radrennfahrer bezeichnet, der als Gastfahrer eines internationalen Radsportteams zur Erprobung an Straßenradrennen teilnimmt.
Ein UCI WorldTeam oder UCI ProTeam kann für die Teilnahme an Rennen der UCI Continental Circuits ab dem 1. August eines jeden Jahres bis zu drei Fahrer als Stagiaires vertraglich verpflichten. Diese Fahrer dürfen nicht Mitglied eines Teams dieser Kategorien gewesen sein und bedürfen der Genehmigung ihres nationalen Verbands und gegebenenfalls des nationalen Verbands ihres UCI Continental Teams bzw. UCI Women’s Continental Team
Unter denselben Voraussetzungen kann auch ein UCI Continental Team bis zu zwei Fahrer als Stagiaires verpflichten. In diesem Falle dürfen diese Fahrer und Fahrerinnen zuvor jedoch auch nicht Mitglied eines UCI Continental Teams bzw. UCI Women’s Continental Teams gewesen sein und müssen der Altersklasse U23 angehören – bei Frauenteams sind zusätzlich Fahrerinnen im ersten Junioren-Jahr zugelassen.
Die Stagiaires gelten nach den Regeln der Union Cycliste Internationale auch in der Zeit, in der sie für das Gastteam fahren, als Fahrer ihrer bisherigen Mannschaft.
Nach Einführung der Möglichkeit Continental Teams als Developmentteams zu registrieren und die Fahrer dieser Nachwuchsmannschaften ganzjährig für das Hauptteam fahren zu lassen, hat die Bedeutung der Stagiaires abgenommen.